# Akimoto Yota
Akimoto Yota (秋元 陽太 (Thu Nguyên Dương Thái) Akimoto Yōta, sinh ngày 11 tháng 7 năm 1987 ở Machida, Tokyo) là một cầu thủ bóng đá người Nhật Bản. Hiện tại anh thi đấu cho Shonan Bellmare.

## Thống kê sự nghiệp

### Câu lạc bộ
Cập nhật đến ngày 31 tháng 1 năm 2018.
| Câu lạc bộ          | Mùa giải            | Giải vô địch | Giải vô địch | Cúp Hoàng đế Nhật Bản | Cúp Hoàng đế Nhật Bản | J. League Cup | J. League Cup | AFC     | AFC       | Khác1   | Khác1     | Tổng    | Tổng      |
| Câu lạc bộ          | Mùa giải            | Số trận      | Bàn thắng    | Số trận               | Bàn thắng             | Số trận       | Bàn thắng     | Số trận | Bàn thắng | Số trận | Bàn thắng | Số trận | Bàn thắng |
| ------------------- | ------------------- | ------------ | ------------ | --------------------- | --------------------- | ------------- | ------------- | ------- | --------- | ------- | --------- | ------- | --------- |
| Yokohama F. Marinos | 2006                | 0            | 0            | 0                     | 0                     | 0             | 0             | -       | -         | -       | -         | 0       | 0         |
| Yokohama F. Marinos | 2007                | 0            | 0            | 0                     | 0                     | 0             | 0             | -       | -         | -       | -         | 0       | 0         |
| Yokohama F. Marinos | 2008                | 3            | 0            | 0                     | 0                     | 0             | 0             | -       | -         | -       | -         | 3       | 0         |
| Yokohama F. Marinos | 2009                | 1            | 0            | 1                     | 0                     | 0             | 0             | -       | -         | -       | -         | 2       | 0         |
| Yokohama F. Marinos | 2010                | 0            | 0            | 1                     | 0                     | 0             | 0             | -       | -         | -       | -         | 1       | 0         |
| Yokohama F. Marinos | 2011                | 1            | 0            | 0                     | 0                     | 0             | 0             | -       | -         | -       | -         | 1       | 0         |
| Ehime F.C.          | 2012                | 42           | 0            | 1                     | 0                     | -             | -             | -       | -         | -       | -         | 43      | 0         |
| Ehime F.C.          | 2013                | 41           | 0            | 0                     | 0                     | -             | -             | -       | -         | -       | -         | 41      | 0         |
| Shonan Bellmare     | 2014                | 42           | 0            | 1                     | 0                     | -             | -             | -       | -         | -       | -         | 43      | 0         |
| Shonan Bellmare     | 2015                | 34           | 0            | 0                     | 0                     | 2             | 0             | -       | -         | -       | -         | 36      | 0         |
| FC Tokyo            | 2016                | 34           | 0            | 2                     | 0                     | 4             | 0             | 8       | 0         | -       | -         | 48      | 0         |
| Shonan Bellmare     | 2017                | 42           | 0            | 0                     | 0                     | –             | –             | –       | –         | –       | –         | 42      | 0         |
| Tổng cộng sự nghiệp | Tổng cộng sự nghiệp | 240          | 0            | 6                     | 0                     | 6             | 0             | 8       | 0         | 0       | 0         | 260     | 0         |

1Bao gồm Siêu cúp Nhật Bản.